# Roy Rea
Robert „Roy“ Rea (* 28. November 1934 in Belfast; † 5. April 2005 in Toronto) war ein nordirischer Fußballtorhüter. Mit dem Glenavon FC gewann er in der Saison 1956/57 das „Double“ aus nordirischer Meisterschaft und Pokal und ließ in den Jahren 1959 (mit dem Pokal) und 1960 (mit dem Ligatitel) noch zwei weitere bedeutende Trophäen folgen. Obwohl er kein Länderspiel für die nordirische A-Nationalmannschaft absolviert hatte, war er Teil des Kaders anlässlich der WM-Endrunde 1958 in Schweden. Dort kam er jedoch nicht zum Einsatz und war lediglich in der Heimat „auf Abruf“.

## Sportlicher Werdegang
Rea war in jungen Jahren bereits bei Bambridge Town in den frühen 1950er-Jahren ein bekanntes Torwart-Nachwuchstalent und kam in den Jugendnationalmannschaften wie zuvor schon in der Schülerauswahl zum Einsatz. Dadurch fiel es den Scouts leicht, auf ihn aufmerksam zu werden, und so verpflichtete ihn zur Saison 1953/54 der Erstligist Glenavon FC als Ersatz für den Stammkeeper Walter Durkan. Mit diesem schloss Rea schnell Freundschaft, musste aber einige Zeit auf seine Chancen warten, bevor er in der Saison 1956/57 den Klub als „Nummer 1“ zum „Double“ aus nordirischer Meisterschaft und Pokal führte. Damit geriet er auch in den Fokus der nordirischen Nationalmannschaften, während er bereits für die nordirische Ligaauswahl eine feste Größe war und dabei Alex Russell vom Rekordmeister Linfield FC ausgestochen hatte. Auch spielte er für die nordirische Amateurauswahl und im Jahr 1957 in der B-Nationalmannschaft. Hier blieb er beim 6:0 gegen Rumänien jedoch weitestgehend beschäftigungslos. Eine gute Leistung wurde ihm im Herbst 1957 beim ersten Europapokalspiel des Vereins auswärts gegen den dänischen Vertreter Aarhus GF bescheinigt. Seine „weiße Weste“ beim 0:0 wurde jedoch nicht belohnt, da das anschließende Rückspiel daheim mit 0:3 verloren ging. Während dieser Zeit befand er sich auf seinem sportlichen Zenit und wurde schließlich auch für die nordirische A-Nationalmannschaft zur WM-Endrunde 1958 in Schweden nominiert. Dort reiste er jedoch als Ersatzmann nicht mit zum Turnier und auch in der Folgezeit blieb er ohne A-Länderspiel. Darüber hinaus kam ein oft kolportierter Wechsel nach England nie zustande.
Im Jahr 1959 gewann Rea seine zweite Pokaltrophäe und blieb beim 2:0 im Wiederholungsspiel gegen Ballymena United ein weiteres Mal ohne Gegentor. In derselben Saison errang er den Ulster Cup. Trotz dieser Achtungserfolge konnte er zum Ende der 1950er-Jahre den oft getätigten Vergleichen mit Elisha Scott nicht gerecht werden und in der Ligaauswahl wurde er nun häufiger durch Jack Milligan vom Cliftonville FC und Vic Hunter vom Coleraine FC ersetzt. Auch bei seinem Glenavon FC geriet er in Gestalt des jungen Jack McClelland unter Druck, der jedoch schon im Jahr 1960 zum FC Arsenal weiter zog. Im Verlauf der Saison 1960/61 verletzte sich Rea, woraufhin Trainer Jimmy McAlinden als Ersatz Joe Kinkead unter Vertrag nahm. Dieser konnte sich schnell behaupten und verdrängte Rea aus der Stammelf, so dass dieser das Pokalfinale verpasste und Kinkead Teil der Überraschungsmannschaft war, die Linfield deutlich mit 5:1 besiegte. Einen Monat nach Beginn der Saison 1961/62 konnte sich Rea seinen Stammplatz zurückerobern, bevor man ihm im Jahr 1962 die Freigabe für einen Wechsel erteilte. Maßgeblich für diese Bereitschaft war auch, dass Glenavon Rea nach der schweren Knieverletzung höchstes sportliches Niveau nicht mehr zutraute.
Rea schloss sich dem Erstligakonkurrenten Glentoran FC an und war dabei eine der ersten Verpflichtungen des neuen Trainers Isaac McDowell. Während der Saison 1962/63 zeigte er einige bemerkenswerte Leistungen, die ihm am Ende die Auszeichnung zum Ulster Footballer of the Year einbrachten. Höhepunkte waren die beiden ersten Spiele im europäischen Messepokal, die jedoch als „Lehrstunde“ mit 2:8 Toren nach Hin- und Rückspiel gegen Real Saragossa verloren gingen. Positiver war der 1:0-Auswärtssieg bei seinem Ex-Klub Glenavon. Er stand dazu im Finale des Gold Cups, in dem er mit seinen Mannen mit 3:1 gegen Derry City triumphierte.
Ab 1963 ließ Rea in Kanada bei Toronto Italia seine Karriere ausklingen. Er verblieb anschließend in seiner neuen Wahlheimat und verstarb dort im Jahr 2005.

## Titel/Auszeichnungen
- Ulster Footballer of the Year (1): 1962/63
- Nordirische Meisterschaft (2): 1956/57, 1959/60
- Nordirischer Pokal (2): 1956/57, 1958/59
- Gold Cup (2): 1956/57, 1962/63
- Ulster Cup (1): 1958/59
- City Cup (2): 1955/56, 1960/61